# Oro bajo
 Oro bajo  es una película en blanco y negro de Argentina dirigida por Mario Soffici sobre su propio guion escrito en colaboración con Joaquín Gómez Bas según la novela de Joaquín Gómez Bas que se estrenó el 2 de agosto de 1956 y que tuvo como protagonistas a Elida Gay Palmer, Carlos Estrada, Manuel Perales, Alita Román y Mario Soffici.

## Sinopsis
La vida de los inquilinos de un conventillo de Buenos Aires durante el período de entreguerra.

## Reparto
- Elida Gay Palmer…Alicia
- Carlos Estrada…Jacinto
- Manuel Perales…Miguel
- Alita Román…Hortensia
- Mario Soffici…Don Enrique
- Josefa Goldar…Lucía
- Gregorio Cicarelli…Pancho
- Bernardo Perrone…Nicasio
- José de Ángelis …Tobías
- María del Pilar Lebrón…Encarnación
- Julián Pérez Ávila
- Blanca Tapia…Ernestina
- Zulema Esperanza…Prostituta
- Ariel Absalón…Acordeonista
- Roberto Contreras
- Eduardo Comellas
- Carmen Caballero…Carmen
- José Maurer…Anarquista
- Mónica Grey…Tuberculosa
- Tito Grassi
- Jorge Ragel
- Ana Arneodo …Visitación
- Mario Benigno
- Guillermo Cadeiras
- Adolfo Gallo
- Adalberto Soria
- Hebe Nadel
- Juan Enrique
- Moisés Davidof

## Comentarios
Roland opinó:

”Un mal momento de Soffici…Joaquín Gómez Bas ha hecho una descripción falsa y convencional…Su pretendido neorrealismo no es realismo.”